# Принц Біра
Принц Бірабонгзе Банудей Банубанд (тай. พระวรวงศ์เธอ พระองค์เจ้าพีรพงศ์ภาณุเดช, 15 липня 1914, Великий палац, Бангкок — 23 грудня 1985, Лондон) — принц Сіаму (з 1939 року — Таїланду), автогонщик і яхтсмен, учасник довоєнних гонок Гран-прі та чемпіонату світу з автогонок у класі Формула-1 в 1950—1954 рр. Учасник Олімпійських ігор 1956, 1960, 1964 і 1972 років у вітрильному спорті. В Європі був відомий під ім'ям Принц Біра (англ. Prince Bira). Він також був пілотом планерів та літаків. У 1952 році він вилетів з Лондона в Бангкок у власному літаку Miles Gemini.

## Довоєннакар'єра
Онук короля Сіаму Монгкута і син принца Бханурангсі Савангвонгсе — принц Бирабонгзе прибув в Європу в 1927 році, щоб завершити освіту в Англії в Ітонському коледжі і Кембриджському університеті. Принц Біра разом зі своїм двоюрідним братом принцом Чула Чакрабоном (Принц Чула) заснували команду White Mouse Racing . Свою першу гонку принц Біра провів у 1935 році в Бруклендсі, пілотуючи Riley Imp. Свою машину Біра розфарбував у блакитний і жовтий кольори. Пізніше в тому ж році принц Чула дав принцу Біра один з нових гоночних автомобілів ERA — R2B, прозваний Romulus. Біра фінішував другим у першій же своїй гонці за кермом Romulus, незважаючи на необхідність зупинятися для ремонту. В останніх гонках сезону Біра був у числі пілотів, які виступали на найпотужніших машинах, посівши ще одне друге і п'яте місце на Гран-прі Донингтона.
У 1936 році принци вирішили, що результати минулого сезону заслуговують покупки другої машини ERA. Вони придбали Remus для використання на британських етапах і залишили Romulus для міжнародних гонок. Принц Чула також придбав Maserati 8CM для White Mouse Racing. Біра виграв у подальшому 4 гонки сезону за кермом ERA. Крім того, виступаючи за кермом Maserati, він фінішував 5-м в Донінгтоні і 3-ім в Бруклендсі.
Виступи в 1936 році стали кульмінацією кар'єри Принца Біра і White Mouse Racing. Після переходу Діка Пана в 1937 році в Mercedes, тайці купили його Delage і всі запчастини до нього. Незважаючи на деякі доробки та запрошення досвідченого гоночного інженера Лофті Ингленда — майбутнього менеджера команди Jaguar, машини були неконкурентноздатні і в багатьох випадках Біра був змушений ганятися на старих і тепер вже істотно застарілих ERA. Крім того, гроші, витрачені на доопрацювання Delage зменшили гроші команди. В цей час Біра показував пристойні результати в британських перегонах. Міжнародні ж більш дорогі перегони стали для принца справжнім нещастям.

## Післявоєннакар'єра

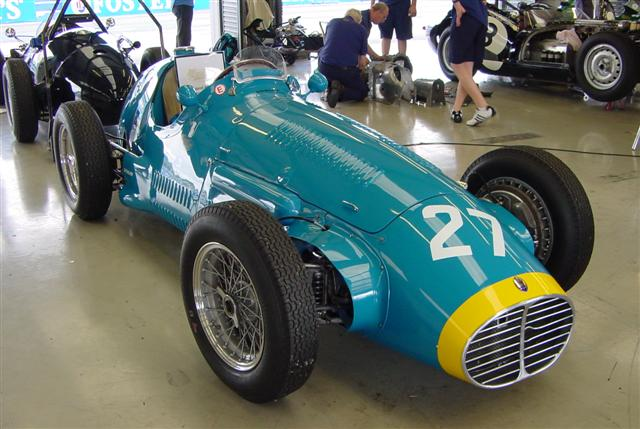
Maserati A6GCM Принца Біра

Після Другої світової війни Принц Біра повернувся в автогонки. У 1947 році він отримав перемогу в Гран-прі де Фронтир в Шиме. У 1949 році принц виступав не тільки в європейських гонках, але й в Аргентині. В Мар-дель-Платі він фінішував другим, слідом за Хуаном Мануелем Фанхіо.
На початку 1955 року Біра здобув останню свою перемогу в перегонах — Гран-прі Нової Зеландії в Ардморі. Незабаром він несподівано вирішив завершити кар'єру. Потім принц повернувся в Таїланд, де кілька років займався бізнесом. Потім він жив у Швейцарії, підтримуючи таїландських спортсменів. Останні роки життя провів в Англії. Помер 23 грудня 1985 року в Лондоні на станції метро «Баронс Корт».